# Zwettl (Herrschaft)
Die Herrschaft Zwettl war eine Grundherrschaft im Viertel ober dem Manhartsberg im Erzherzogtum Österreich unter der Enns, dem heutigen Niederösterreich.

## Ausdehnung
Die Herrschaft mit den Gütern Moidrams und Sallingstadt oder Windhag umfasste zuletzt die Ortsobrigkeit über Böhmhof, Edlhof, Gerotten, Gradnitz, Gschwendt, Großhaselau, Kleehof, Kleinweissenbach, Koblhof, Moidrams, Oberhof, Pötzles, Unterrabenthan, Ratschenhof, Reichers, Ritzmanshof, Rohrenreith, Rudmanns, Schafberg, Kleinschönau, Sprögnitz, Oberstrahlbach, Großweissenbach, Stift Zwettl außer den Mauern, Neuhof, Dürrenhof und Teichhäusel, weiters Böhmstorf, Friedreichs, Obermannshalm, Großotten, Perndorf, Sallingstadt, Schweiggers, Siebenlinden, Brunnhöf, Thaures, Oberwindhag, Wurmbrand, Sitzmanns und Thail, dann Etzen, Großmeinharts, Negers und Oberrabenthan, weiters Kleinhaselau, Ober-Heubach und Unter-Heubach, Kamles, Voitschlag und Wietzen sowie Hörmanns, Aschahof, Kaltenbrunn, Kleinzwettl, Unterwindhag, Walterschlag, Windhof, Kleinwolfgers, Mayerhöfen, Niederglocknitz, Stift Zwettl innerhalb der Mauern, Kühbach, Niederglöttbach, Germanns, Großglocknitz, Wildings, Kleinotten und Bösenneunzehn. Der Sitz der Verwaltung befand sich im Stift Zwettl.

## Geschichte
Letzter Inhaber der Stiftsherrschaft war Augustin Steininger in seiner Funktion als Abt des Zisterzienserstiftes Zwettl, bevor diese in den Reformen 1848/1849 aufgelöst wurde.